# Selmasongs
Albums de Björk
Homogenic
(1997) Vespertine
(2001)
Selmasongs est un album studio de la chanteuse islandaise Björk, sorti le 19 septembre 2000. Il s'agit de la bande originale du film Dancer in the Dark du réalisateur danois Lars von Trier, dans lequel Björk a également joué le rôle principal. Certains titres ont été modifiés pour l'album par rapport à la musique présente dans le film. C'est notamment le cas de la chanson I've Seen It All, interprétée en duo avec le chanteur Thom Yorke pour l'album alors que la version du film était chanté en duo avec l'acteur Peter Stormare. En revanche, l'autre duo de l'album, Cvalda, est interprété par l'actrice Catherine Deneuve comme dans le film.
L'album a été produit par Mark Bell fondateur du groupe de musique électronique LFO et orchestré, dirigé, et arrangé par Vincent Mendoza.
La chanson I've Seen It All a été nommée à l'Oscar de la meilleure chanson originale en 2001.

## Liste des titres
| 1.    | Overture         | 3:38 |
| 2.    | Cvalda           | 4:48 |
| 3.    | I've Seen It All | 5:29 |
| 4.    | Scatterheart     | 6:39 |
| 5.    | In the Musicals  | 4:41 |
| 6.    | 107 Steps        | 2:36 |
| 7.    | New World        | 4:23 |
| 32:14 |                  |      |

## Singles
- I've Seen It All (2000)